# Гайовице (Вроцлав)
Гайовице (пол. Gajowice) — оседле на юге Вроцлава. До 1991 года входило в состав дзельницы Фабрычна. В черте города с 1868 года. Население на 2023 год составило 21 398 человек. Граничит со Свидницким предместьем, а также оседле Грабишин-Грабишинек, Борек и Полудне.

## История
Впервые местность упоминается в 1193 году как пол. Gay. В 1204 году впервые упоминается название Гайовице (пол. Gayouice). Первоначальное название Гай происходило от слова gaj с пол. — «роща». Со временем оно трансформировалось в форму Гайовице путем добавления суффикса «-овице», что стало означать «люди, живущие в роще». Позднее название было германизировано в Гайвиц (нем. Gaywitz), Габиц (нем. Gabitz).
Деревня до вхождения в состав Вроцлава простиралась вдоль современных улиц Винцентего Стися и Гайовицкой от железнодорожных путей до кладбища на современной улице Бернарда Претфича. Это селение упоминается в документе 1204 года, в котором Генрих Бородатый освобождал, в частности, костёл Пресвятой Девы Марии на острове Пясек от дани по польским законам.
Селение вошло в состав города в 1868 году. С 1952 года входил в состав новосозданной дзельницы Кшики. Дзельница была упразднена в 1991 году, на её месте были образованы оседле, в том числе Гайовице.
В 1960—1970-х годах в оседле был построен одноимённый жилой комплекс.

## Галерея

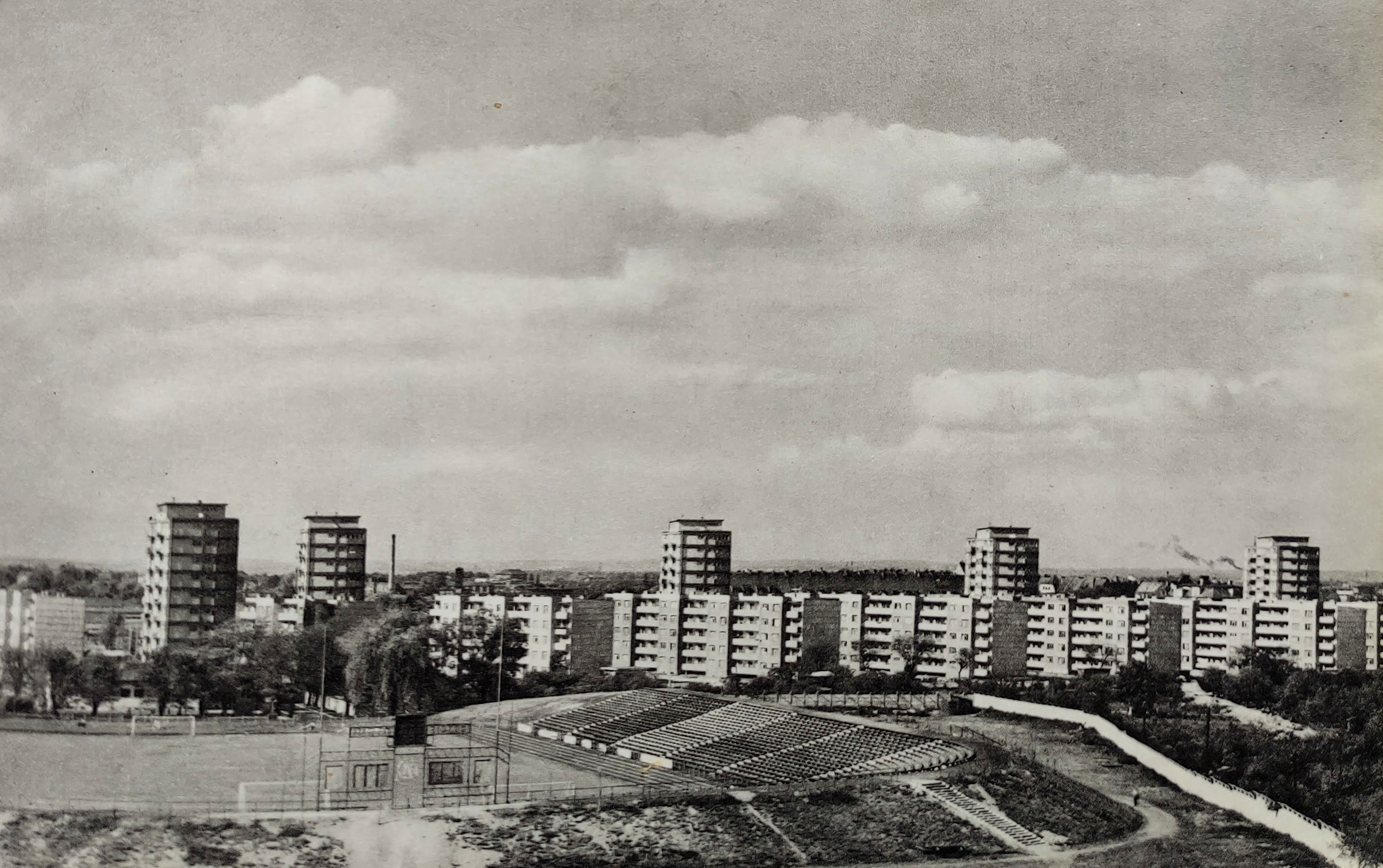
Панорама оседле в 1960-х
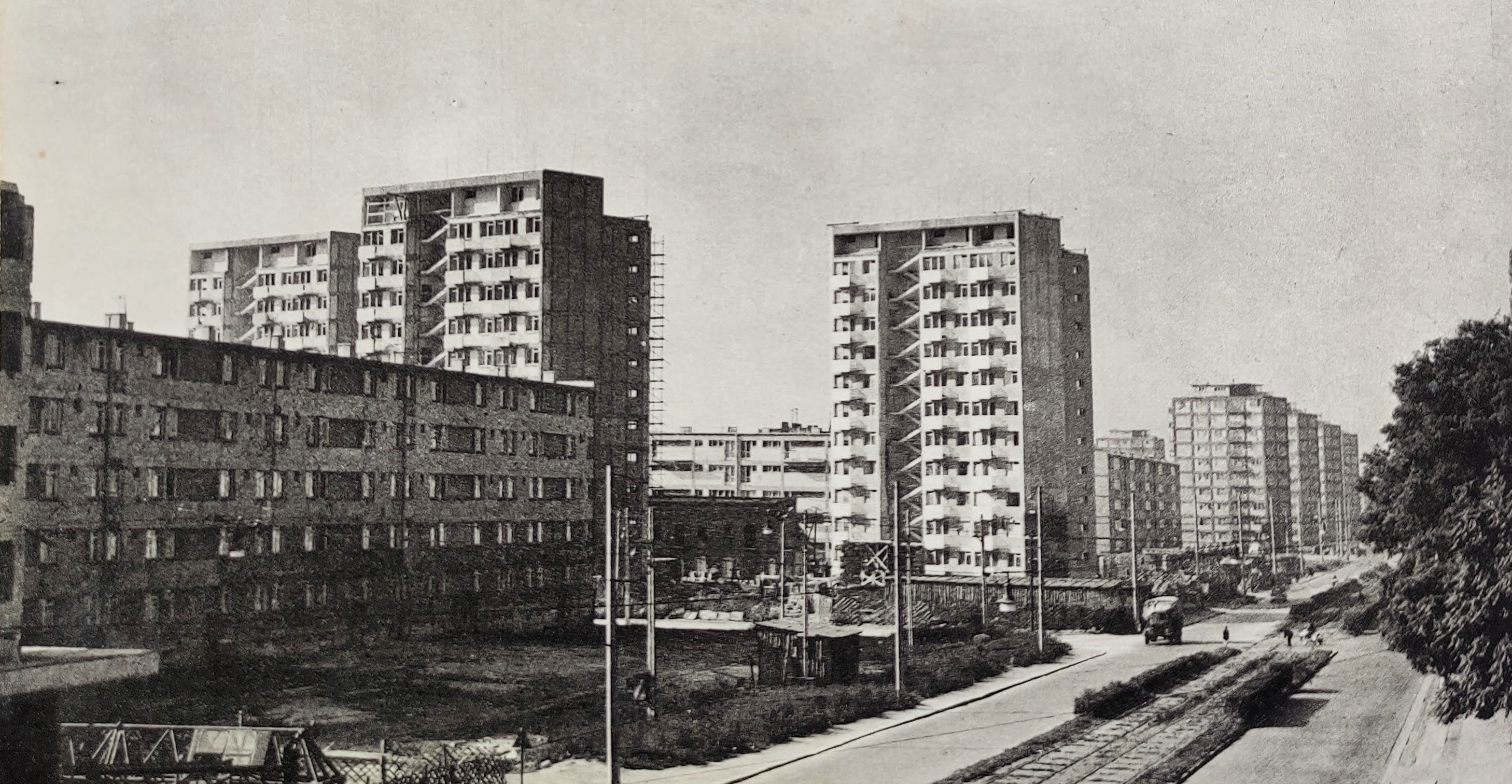
Застройка улицы Грабишинской
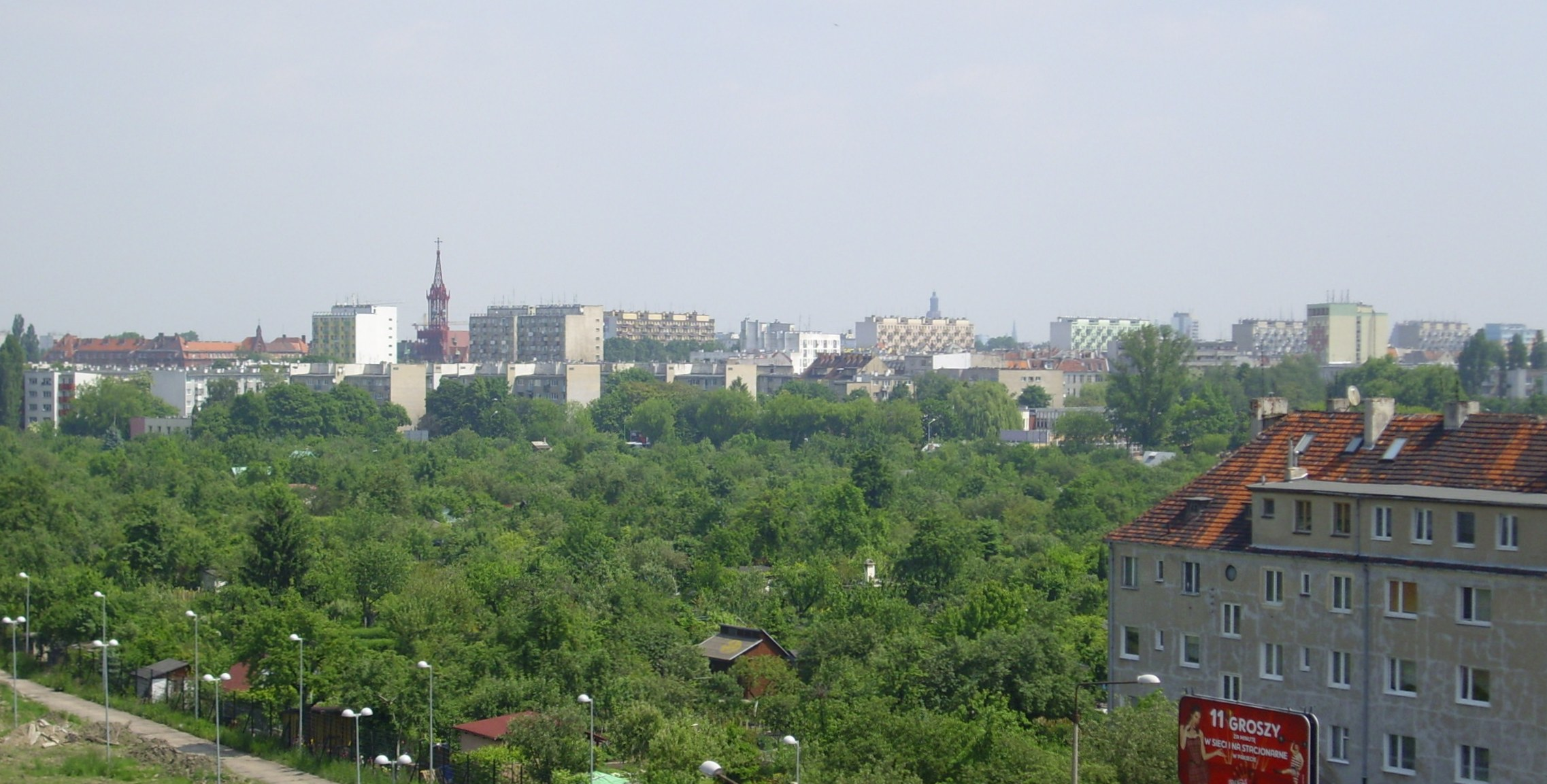
Вид на Гайовице с Гайовицкого холма[пол.]
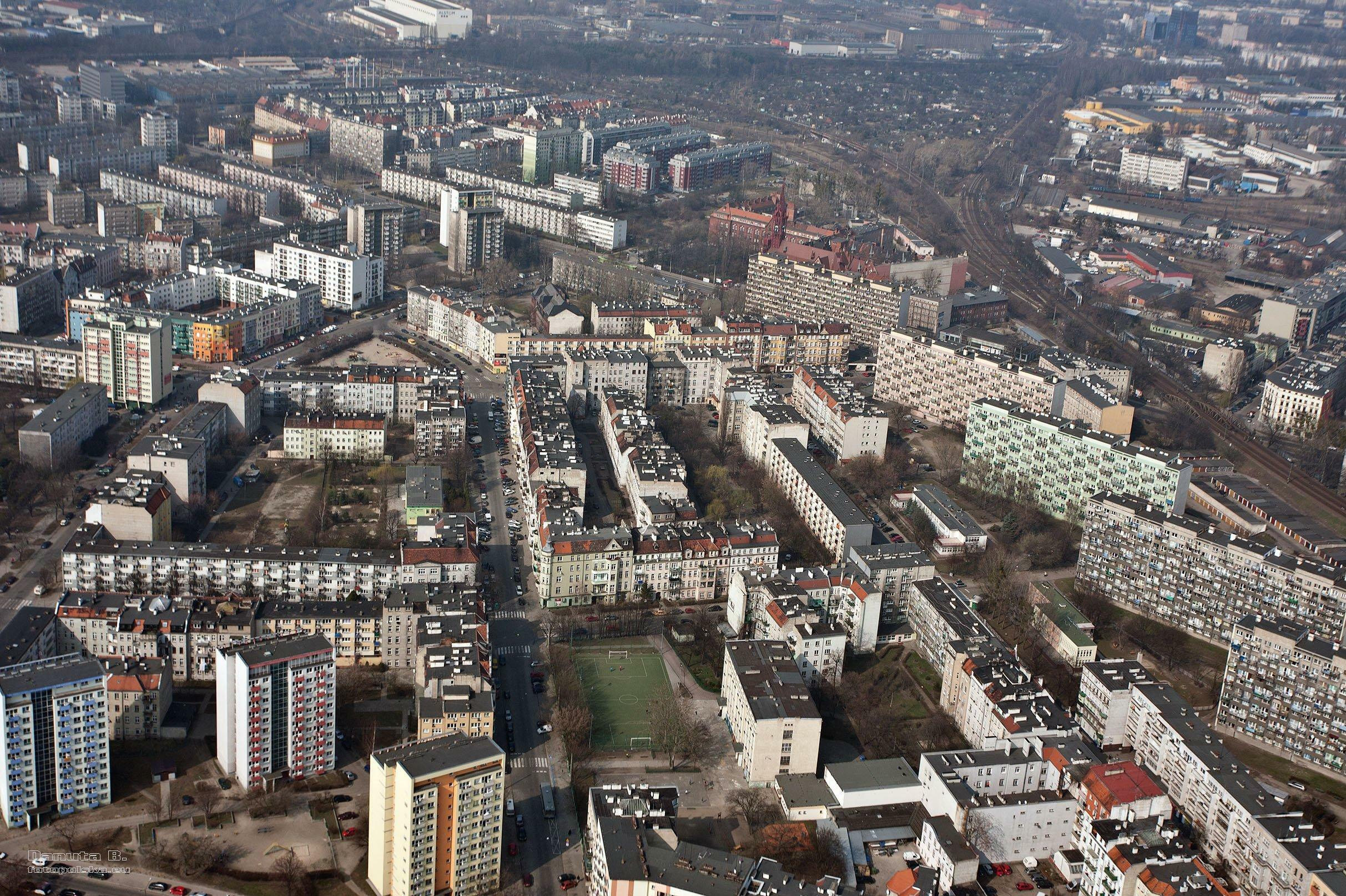
Улица Счастливая с частично сохранившимися зданиями довоенной постройки